# 利洁时
利洁时（英語：Reckitt Benckiser Group plc，縮寫：RB）是一家總部位于英國斯勞的跨國快速消費品公司，主要生產清潔和健康用品。

## 历史
現在的公司由英國的Reckitt & Colman plc和荷蘭的Benckiser NV在1999年合併而成。它是富時100指數成分，2016年2月市值達560億美元。2010年7月21日以25.4億英镑價格收購擁有杜蕾斯和爽健的英國SSL集團，2014年11月18日利潔時為求專注發展消費品牌業務，正式決定將製藥業務分拆，並會以英迪威（Indivior）名義於12月23日在在倫敦證券交易所上市，2017年2月10日斥資166億美元收購嬰兒食品生產商美贊臣。2017年7月19日 美国最大调味品制造商味好美斥資42億美元收購利潔時旗下食品部門，產品包括French's芥末醬和Frank's RedHot辣椒醬，而利潔時也在68年進軍大中華市場。2025年7月18日以48億美元出售旗下Essential Home业务给私募股权公司Advent International，利潔時将保留该业务的30%的股权

## Oxy Ssak Ssak殺菌劑事件
利潔時韓國分公司生產、出售的加濕器殺菌劑Oxy Ssak Ssak，於2011年有4名孕婦突然因肺部問題而死亡，政府展開調查4名孕婦家中所用的加濕器殺菌劑，證實殺菌劑含有聚六亞甲基胍鹽酸鹽（PHMG）成分與死者肺部受損有顯著關係，直到產品下架前造成至少178人受害、103人死亡，大部分是女性及小孩。。根據2020年的韓國政府的統計，事件導致有67萬人因此患病，死亡人數最少有14000人。

## 產品
- 美贊臣
- 杜蕾斯
- 滴露
- 瑕辟
- 嘉胃斯康
- 碧蓮
- 薇婷
- 奇力潔
- 亮碟
- 來舒
- 愛維寶
- 益節
- 易拭潔
- 喜詩
- 護麗
- 使立消
- 美清痰
- 愛滴氏
- 新來福
- 保治靈
- 葡萄靈

### 已出售产品
- 美贊臣大中华区业务（2021年6月整体出售给春华资本）
- 爽健（2021年2月已出售給波士頓私募基金 Yellow Wood Partners LLC）

## 外部連結
- 官方網站（页面存档备份，存于）
- Yahoo profile（页面存档备份，存于）